# Letsie I.
Letsie I. [leˈt͡siɪ] (* 1811; † 20. November 1891; geboren als Mohato; auch Letsie Moshoeshoe) war von 1870 bis 1891 Oberhaupt (Sesotho morena e moholo, englisch Paramount Chief) des Volkes der Basotho in Basutoland, heute Lesotho.

## Leben
Mohato war der erstgeborene Sohn vom morena e moholo Moshoeshoe I., dem Gründer der Basotho-Nation, und dessen Hauptfrau ’Mamohato. Seit seiner Initiation nannte er sich Letsie. Er besuchte auf Wunsch seines Vaters zusammen mit seinem Bruder Molapo die erste christliche Schule im Basotho-Gebiet in Morija, blieb aber dem Christentum gegenüber indifferent. Während der Regierungszeit seines Vaters versammelte er gelegentlich barena, die oppositionelle Ansichten hatten. Während des Seqiti-Krieges versuchte er, gegen den Willen seines Vaters einen Friedensvertrag mit den Buren des Oranje-Freistaats zu schließen. Moshoeshoe erreichte, dass Letsies erstgeborene Tochter Senate Molapos Sohn Josefa heiratete, damit deren erster Sohn nach Letsie die Erbfolge antreten konnte – der Plan misslang aber. Moshoeshoe dankte am 18. Januar 1870 ab und übergab sein Amt an Letsie. Am 11. März 1870 starb Moshoeshoe. Während Letsies Bruder Masopha die Festung Thaba Bosiu als Sitz erhielt, gründete Letsie seinen Sitz in Matsieng. 1871 wurde Basutoland Teil der Kapkolonie. Unter Letsies I. Herrschaft brach der Gun War aus, in dessen Folge Basutoland wieder unter direkte britische Verwaltung kam. Letsie stand dabei anders als sein Sohn Lerotholi auf Seiten der Kapkolonie. Letsie I. starb 1891; Lerotholi folgte ihm als morena e moholo.

## Nachwirkungen
Sein Enkel nannte sich als morena e moholo Letsie II. Seither wird für dessen Großvater der Zusatz „I.“ verwendet. Letsie III. ist seit 1990 mit einer Unterbrechung König von Lesotho.